# Balkanmeisterschaft 2011 (Badminton)
Die Balkanmeisterschaft 2011 im Badminton fand vom 21. bis zum 23. Oktober 2011 in Polygyros statt.

## Sieger und Platzierte
| Disziplin    | Gold                                                                                    | Silber                                                                                          | Bronze |
| ------------ | --------------------------------------------------------------------------------------- | ----------------------------------------------------------------------------------------------- | --- |
| Herreneinzel | Ramazan Öztürk                                                                          | Peyo Boichinov                                                                                  | Ivan Rusev |
| Herreneinzel | Ramazan Öztürk                                                                          | Peyo Boichinov                                                                                  | Emre Vural |
| Dameneinzel  | Anna Hald-Charalambidou                                                                 | Dimitria Popstoikova                                                                            | Ebru Tunalı |
| Dameneinzel  | Anna Hald-Charalambidou                                                                 | Dimitria Popstoikova                                                                            | Sandra Halilović |
| Herrendoppel | Peyo Boichinov Ivan Rusev                                                               | Emre Aslan Hüseyin Oruç                                                                         | Ramazan Öztürk Emre Vural |
| Herrendoppel | Peyo Boichinov Ivan Rusev                                                               | Emre Aslan Hüseyin Oruç                                                                         | Georgios Galvas Panagiotis Skarlatos |
| Damendoppel  | Dimitria Popstoikova Gabriela Stoeva                                                    | Florentina Constantinescu Alexandra Milon                                                       | Öznur Çalışkan Ebru Tunalı |
| Damendoppel  | Dimitria Popstoikova Gabriela Stoeva                                                    | Florentina Constantinescu Alexandra Milon                                                       | Antonia Karagiaouridou Petroula Toga |
| Mixed        | Yulian Hristov Gabriela Stoeva                                                          | Georgios Charalambidis Anna Hald-Charalambidou                                                  | Hüseyin Oruç Ebru Yazgan |
| Mixed        | Yulian Hristov Gabriela Stoeva                                                          | Georgios Charalambidis Anna Hald-Charalambidou                                                  | Robert Ciobotaru Florentina Constantinescu |
| Mixed team   | Bulgarien Peyo Boichinov Yulian Hristov Ivan Rusev Dimitria Popstoikova Gabriela Stoeva | Türkei Emre Aslan Hüseyin Oruç Ramazan Öztürk Emre Vural Öznur Çalışkan Ebru Tunalı Ebru Yazgan | Griechenland Georgios Charalambidis Georgios Galvas Panagiotis Skarlatos Theodoros Velkos Ioanna Karkantzia Antonia Karagiaouridou Theodora Ligomenou Petroula Toga |
| Mixed team   | Bulgarien Peyo Boichinov Yulian Hristov Ivan Rusev Dimitria Popstoikova Gabriela Stoeva | Türkei Emre Aslan Hüseyin Oruç Ramazan Öztürk Emre Vural Öznur Çalışkan Ebru Tunalı Ebru Yazgan | Serbien Nikola Arsić Igor Bjelan Ilija Pavlović Vladimir Savić Sandra Halilović Ivana Maksimović Milica Simić                                                       |

## Teams

### Gruppe A
| Platz | Team           | Pld | W | L | MF | MA | MD  | Pts | Qualifikation |
| ----- | -------------- | --- | - | - | -- | -- | --- | --- | ------------- |
| 1     | Bulgarien      | 2   | 2 | 0 | 10 | 0  | +10 | 2   | Q             |
| 2     | Griechenland   | 2   | 1 | 1 | 5  | 5  | 0   | 1   | Q             |
| 3     | Griechenland B | 2   | 0 | 2 | 0  | 10 | −10 | 0   |               |

Quelle

### Gruppe B
| Platz | Team     | Pld | W | L | MF | MA | MD  | Pts | Qualifikation |
| ----- | -------- | --- | - | - | -- | -- | --- | --- | ------------- |
| 1     | Türkei   | 2   | 2 | 0 | 10 | 0  | +10 | 2   | Q             |
| 2     | Serbien  | 2   | 1 | 1 | 3  | 7  | −4  | 1   | Q             |
| 3     | Rumänien | 2   | 0 | 2 | 2  | 8  | −6  | 0   |               |

Quelle

### Endrunde
|  | Halbfinale | Halbfinale   | Halbfinale |  |  | Finale | Finale    | Finale |
|  |            |              |            |  |  |        |           |        |
|  |            |              |            |  |  |        |           |        |
|  |            | Bulgarien    | 3          |  |  |        |           |        |
|  |            | Serbien      | 0          |  |  |        |           |        |
|  |            |              |            |  |  |        | Bulgarien | 3      |
|  |            |              |            |  |  |        | Türkei    | 1      |
|  |            | Griechenland | 2          |  |  |        |           |        |
|  |            | Türkei       | 3          |  |  |        |           |        |
|  |            |              |            |  |  |        |           |        |